# Sophia Rossi
Sophia Rossi (Las Vegas, Nevada, 1977. szeptember 12. –) amerikai pornószínésznő.
A modellkedést 15 éves korában kezdte. 18 éves korában Japánba és Hawaii-ra utazott a fotózások miatt. Két gyermeke van. 2005-ben Jenna Jamesonnal forgatott. 2005-ben a Penthouse és a Hustler oldalain jelentek meg a fotói.

## Válogatott filmográfia
- Rossi's Revenge (2007) (V)
- Sophia's Private Lies (2007) (V)
- Jenna's Provocateur (2006) (V)
- Sophia Revealed (2006) (V)
- Sophia Syndrome (2005) (V)